# Cabeza baeostigma
Cabeza baeostigma är en stekelart som beskrevs av Christer Hansson och Lasalle 2003. Cabeza baeostigma ingår i släktet Cabeza och familjen finglanssteklar.
Artens utbredningsområde är Costa Rica. Inga underarter finns listade.